# Tetsuya Ichimura

Tetsuya Ichimura (一村 哲也, Ichimura Tetsuya), né en 1930, est un photographe japonais réputé pour ses photographies de nus.

## Biographie
Tetsuya Ichimura naît avec le nom de famille « Hamaguchi » à Nagasaki, au Japon, le 10 juin 1930. Jeune adulte, Ichimura s'installe à Tokyo où il étudie un an à l'université Nihon, occupe différents petits boulots et a la chance de rencontrer Shōtarō Akiyama qui éveille son intérêt pour la photographie. Ichimura remporte un prix spécial à la première exposition internationale de photo subjectiviste (国際主観主義写真展, Kokusai Shukanshugi Shashinten) qui se tient à Takashimaya dans l'arrondissement de Nihonbashi à Tokyo en 1956. Il se tourne rapidement vers la photographie de nu et sa première exposition solo, Love & Lost, se tient au salon de photo Fuji en 1963. Il participe également à des expositions à l'étranger : New Japanese Photography à New York en 1974 et une exposition de huit photographes japonais à Graz en 1976. Depuis la fin des années 1970, Ichimura étend ses activités vers la photographies de l'iconographie japonaise et des paysages, en particulier ceux de son Nagasaki natal.

## Albums
- Konna sei no hanashi mo aru (こんな性の話もある?), Tokyo, Besutoserāzu, 1970.
- Seidan to nūdo no fūkei (聖談とヌードの風景?), Tokyo, Besutoserāzu, 1970.
- Kyōki no utage Salome (狂気のうたげ?), Tokyo, Jitsugyō no Nihon sha, 1970.
- Come Up, Tokyo, Shashinhyōronsha, 1971.
- Avec Yoshihiro Tatsuki et Tenmei Kanō, Onna to otoko : Imayō shunga (女と男：今様春画?). Gendai Shashinka Shirīzu, Tokyo, Ado angen, 1972.
- Shashin no shisō (写真の思想?), Tokyo, Bijutsu Shuppansha, 1978.
- Nihon no kokoro (日本のこころ?) (Impressions of Japan), Tokyo, Canon Club, 1978.
- Onna soshite daraku... (女そして堕落…?), Tokyo, Besutoserāzu, 1983.
- Nagasaki (長崎?), Tokyo, Asahi Shinbunsha, 1988.
- (さくら花?) (Sakura Blossom), Tokyo, Nippon Camera-sha, 1992.
- Body: Mega・sexual photo, Tokyo, Hanashi no Tokushū, 1994.
- Ichimura Tetsuya feromon sakuhinshū : Shunga erotic picture do H (一村哲也フェロモン作品集?) (Shunga erotic picture do H), Tokyo, Wanimagajinsha, 1995.
- Tsuyu : Neo-waisetsu shashinshū (露：Neo猥褻写真集?), Tokyo, Hokuō Shobō / Japan Mix, 1997.